# Jack Elam
Pour les articles homonymes, voir Elam.
Jack Elam, né à Miami (Arizona), le 13 novembre 1920, et mort à Ashland (Oregon), le 20 octobre 2003, est un acteur américain, célèbre pour sa « gueule ». Enfant, il perd partiellement l'usage de son œil gauche blessé par un crayon lors d'un jamboree scout.
C'est en s'occupant des finances de deux petits théâtres à Los Angeles qu'il met le pied à l'étrier. Samuel Goldwyn l'embauche ensuite comme comptable de sa maison de production, mais il doit quitter le métier pour des problèmes oculaires. Il décide alors de devenir acteur.
Il se spécialise rapidement dans les rôles de brute, dans des westerns et des séries B, mais aussi dans des classiques (Le train sifflera trois fois, Vera Cruz, Pat Garrett et Billy le Kid, Il était une fois dans l'Ouest). Il tourne avec Fritz Lang, Don Siegel et Robert Aldrich.
En 1952, il commence à fréquenter la télévision (The Lone Ranger, Wild Bill Hickok). Il sera le héros avec Larry Ward de la série The Dakotas (1963). Puis, il participe comme vedette à Gunsmoke, Hondo, Le Grand Chaparral, Tarzan, Les Mystères de l'Ouest, Kung Fu.
Il meurt d'une insuffisance cardiaque à Ashland (Oregon) le 20 octobre 2003 à l'âge de 82 ans. Après sa crémation, ses cendres ont été remises à sa famille.

## Filmographie

### Au cinéma

#### Années 1940
- 1947 : Trailin'West, court métrage de George Templeton (de) : le tueur
- 1947 : Mystery Range d' Ande Lamb
- 1949 : Plaisirs interdits (She Shoulda Said 'No'!) de Sam Newfield : Raymond, l'homme de main

#### Années 1950
- 1950 : La Clé sous la porte (Key to the City) de George Sidney : un conseiller municipal (non crédité au générique)
- 1950 : Les Cavaliers du crépuscule (The Sundowners) de George Templeton (de) : Earl Boyce
- 1950 : L'Impasse maudite (One-Way Street) de Hugo Fregonese : Arnie (non crédité au générique)
- 1950 : Sables mouvants (Quicksand) d'Irving Pichel : un homme au bar (non crédité au générique)
- 1950 : La Vallée du solitaire (High Lonesome) d'Alan Le May : l'homme qui sourit
- 1950 : Guérillas (An American Guerilla in the Philippines) de Fritz Lang : le speaker
- 1950 : Ma brute chérie (Love That Brute) d' Alexander Hall : le deuxième homme de main, dans le bureau de tabac (non crédité au générique)
- 1950 : The Texan Meets Calamity Jane (en) d' Ande Lamb : un homme de main (non crédité au générique)
- 1950 : Le Petit Train du Far West (A Ticket to Tomahawk) de Richard Sale : Fargo (non crédité au générique)
- 1951 : L'Oiseau de Paradis (Bird of Paradise) de Delmer Daves : le marchand
- 1951 : L'Attaque de la malle-poste (Rawhide) de Henry Hathaway : Tevis
- 1951 : Finders Keepers de Frederick de Cordova : Eddie
- 1951 : La Hyène du Missouri (The Bushwhackers) de Rodney Amateau : Cree, le premier bandit
- 1952 : Le Quatrième Homme (Kansas City Confidential) de Phil Karlson : Pete Harris
- 1952 : Au mépris des lois (The Battle at Apache Pass) de George Sherman : Mescal Jack
- 1952 : My Man and I de William A. Wellman : Celestino Garcia
- 1952 : The Ring (en) de Kurt Neumann : Harry Jackson
- 1952 : Le train sifflera trois fois (High Noon) de Fred Zinnemann : l'ivrogne en cellule (non crédité au générique)
- 1952 : L'Ange des maudits (Rancho Notorious) de Fritz Lang : Mort Geary
- 1952 : Montana Territory (en) de Ray Nazarro : Gimp
- 1952 : Prisonniers du marais (Lure of the Wilderness) de Jean Negulesco : Dave Longden
- 1953 : Tempête sur le Texas (en) (Gun Belt) de Ray Nazarro : Rusty Kolloway
- 1953 : Le Voleur de minuit (The Moonlighter) de Roy Rowland : Slim
- 1953 : La Dernière Minute (Count the Hours) de Don Siegel : Max Verne
- 1953 : Les Révoltés de la Claire-Louise (Appointment in Honduras) de Jacques Tourneur : Castro
- 1953 : Vaquero (Ride, Vaquero!) de John Farrow : Barton
- 1954 : Chevauchée avec le diable (Ride Clear Of Diablo) de Jesse Hibbs : Tim Lowerie
- 1954 : La Grande Caravane (en) (Jubilee Trail) de Joseph Kane : Whitey
- 1954 : La Princesse du Nil (Princess of the Nile) de Harmon Jones : Basra
- 1954 : Vera Cruz de Robert Aldrich : Tex
- 1954 : La Reine de la prairie (Cattle Queen of Montana) de Allan Dwan : Yost
- 1954 : Je suis un aventurier (The Far Country) d'Anthony Mann : Frank Newberry
- 1955 : Les Contrebandiers de Moonfleet (Moonfleet) de Fritz Lang : Damen
- 1955 : Tarzan chez les Soukoulous (en) (Tarzan's Hidden Jungle) de Harold D. Schuster : Burger
- 1955 : L'Homme de la plaine (The Man from Laramie) d'Anthony Mann : Chris Boldt
- 1955 : En quatrième vitesse (Kiss Me Deadly) de Robert Aldrich : Charlie Max
- 1955 : Un jeu risqué (Wichita) de Jacques Tourneur : Al Mann
- 1955 : Artistes et Modèles (Artists and Models) de Frank Tashlin : Ivan
- 1955 : L'Homme qui n'a pas d'étoile (Man without a Star) de King Vidor : l'homme au couteau (non crédité au générique)
- 1955 : L'Étranger au paradis (Kismet) de Vincente Minnelli : Hasan-Ben
- 1956 : L'Homme de nulle part (Jubal) de Delmer Daves : McCoy
- 1956 : Tonnerre sur l'Arizona (en) (Thunder Over Arizona) de Joseph Kane : l'adjoint du shérif, Slats Callahan
- 1956 : Le Trouillard du Far West (Pardners) de Norman Taurog : Pete
- 1957 : Règlements de comptes à O.K. Corral (Gunfight at OK Corral) de John Sturges : Tom McLowery
- 1957 : La Poursuite fantastique (en) (Dragoon Wells Massacre) de Harold D. Schuster : Tioga
- 1957 : L'Ennemi public (Baby Face Nelson) de Don Siegel : Fatso Nagel
- 1957 : Le Survivant des monts lointains (Night Passage) de James Neilson : Shotgun
- 1957 : Le Secret des eaux mortes (en) (Lure of the Swamp) de Hubert Cornfield : Henry Bliss
- 1958 : Trafiquants d'armes à Cuba (The Gun Runners) de Don Siegel : Arnold
- 1959 : Le Secret du Grand Canyon (Edge of Eternity) de Don Siegel : Bill Ward

#### Années 1960
- 1960 : The Girl in Lovers Lane (en) de Charles R. Rondeau : Jesse
- 1961 : El Perdido (The Last Sunset) de Robert Aldrich : Ed Hobbs
- 1961 : Milliardaire d'un jour (Pocketful of Miracles) de Frank Capra : "Casse-tête" (en v.o : "Cheesecake")
- 1961 : Les Comancheros (The Comancheros) de Michael Curtiz : le comanchero Horseface
- 1963 : Quatre du Texas (Four for Texas) de Robert Aldrich : Dobie
- 1966 : Rancho Bravo (The Rare Breed) de Andrew V. McLaglen : Deke Simons
- 1966 :  Le Ranch maudit (Night of the Grizzly) de Joseph Pevney : Hank
- 1967 : Le Pistolero de la rivière rouge (The Last Challenge) de Richard Thorpe : Ernest Scarnes
- 1967 : Frissons garantis (Never a Dull Moment) de Jerry Paris : Ace Williams
- 1967 : La Route de l'Ouest (The Way West) de Andrew V. McLaglen : le prédicateur Weatherby
- 1967 : Les Cinq Hors-la-loi (Firecreek) de Vincent McEveety : Norman
- 1968 : Il était une fois dans l'Ouest (C'era una volta il West) de Sergio Leone : Snaky
- 1968 : Sonora d' Alfonso Balcázar : Slim Kovaks
- 1968 : Ne tirez pas sur le shérif (Support your Local Sheriff) de Burt Kennedy : Jake
- 1969 : The Cockeyed Cowboys of Calico County (en) d'Anton Leader (en) et de Ranald MacDougall : Kitterick

#### Années 1970
- 1970 : Un beau salaud (Dirty Dingus Magee) de Burt Kennedy : Wesley Hardin
- 1970 : Rio Lobo de Howard Hawks : Phillips
- 1970 : Le Pays sauvage (The Wild Country) de Robert Totten : Thompson
- 1971 : Tueur malgré lui (Support your Local Gunfighter) de Burt Kennedy : Jug May
- 1971 : The Last Rebel (en) de Denys McCoy : Matt
- 1971 : Un colt pour trois salopards (Hannie Caulder) de Burt Kennedy : Frank Clemens
- 1973 : Pat Garrett et Billy le Kid (Pat Garrett and Billy the Kid) de Sam Peckinpah : Alamosa Bill
- 1974 : A Knife for the Ladies (en) de Larry G. Spangler : le shérif Jarrod
- 1976 : The Winds of Autumn (en) de Charles B. Pierce (en) : J. Pete Hankins
- 1976 : Pony Express Rider (en) de Robert Totten : Crazy Charlie
- 1976 : Creature from Black Lake (en) de Joy N. Houck, Jr. (en) : Joe Canton
- 1977 : Duel à cheyenne pass (en) (Grayeagle) de Charles B. Pierce (en)
- 1978 : Thorvald le Viking (en) (The Norseman) de Charles B. Pierce (en) : Death Dreamer
- 1978 : Tête brûlée et pied tendre (Hot Lead and Cold Feet) de Robert Butler : Rattlesnake
- 1979 : Cactus Jack (The Villain) de Hal Needham : Avery Simpson
- 1979 : Le Retour du gang des chaussons aux pommes (The Apple Dumpling Gang rides again) de Vincent McEveety : Big Mac

#### Années 1980
- 1980 : Soggy Bottom U.S.A. de Theodore J. Flicker (en) : Troscliar Boudreaux
- 1981 : L'Équipée du Cannonball (The Cannonball Run) de Hal Needham : le docteur Nikolas Van Helsing
- 1982 : La Flambeuse de Las Vegas (Jinxed!) de Don Siegel : Otto
- 1983 : Sacred Ground (en) de Charles B. Pierce (en) : Lum Witcher
- 1983 : Lost (en) d'Al Adamson : Monsieur Newsome
- 1984 : Cannonball 2 (Cannonball Run II) de Hal Needham : le docteur Nikolas Van Helsing
- 1986 : The Aurora Encounter (en) de Jim McCullough Sr. (en) : Charlie
- 1987 : Hawken's Breed de Charles B. Pierce (en) : Tackett
- 1988 : Le Dernier Western (Once upon a Texas train) de Burt Kennedy : Jason Fitch

#### Années 1990
- 1990 : Big Bad John (en) de Burt Kennedy : Jake Calhoun
- 1991 : The Giant of Thunder Mountain (en) de James Roberson : Hezekiah Crow
- 1991 : Space Commando (Suburban Commando) de Burt Kennedy : le colonel Dustin McHowell
- 1992 : Shadow Force (en) de Ken Lamkin : Tommy
- 1993 : Uninvited de Michael Derek Bohusz : Grady

### Télévision

#### Téléfilms
- 1960 : The Slowest Gun in the West (it) de Herschel Daugherty : Ike Dalton
- 1969 : La Vieille garde (en) (The Over-the-Hill Gang) de Jean Yarbrough : le shérif Clyde Barnes
- 1971 : Cat Ballou de Jerry Paris : Kid Sheleen
- 1972 : Les filles de Joshua Cabe (en) (The Daughters of Joshua Cabe) de Philip Leacock : Bitterroot
- 1973 : Le Poney rouge (The Red Pony) de Robert Totten : le grand-père
- 1974 : Six colts et un coffre (en) (Shootout in a One Dog Town) de Burt Kennedy : Handy
- 1974 :  Sidekicks (en) de Burt Kennedy : le chef de bande
- 1975 :  Huckleberry Finn (en) de Robert Totten : King
- 1976 : Les Nouvelles filles de Joshua Cabe (The New Daughters of Joshua Cabe) de Bruce Bilson : Bitterroot
- 1978 : Lacy and the Mississippi Queen (es) de Robert Butler : Willie Red Fire
- 1981 : The Girl, the Gold Watch & Dynamite (en) de Hy Averback : Seth Beaumont
- 1981 : Skyward Christmas de Vincent McEveety : Clay Haller
- 1983 : Sawyer and Finn de Peter Hunt : Boot McGraw
- 1986 : À Travers les plaines sauvages (de) (Louis L'Amour's Down the Long Hills) de Burt Kennedy : Squires
- 1988 : Le Dernier Western de Burt Kennedy : Jason Fitch
- 1988 : A la recherche de l'or perdu (en) (Where the Hell's That Gold?!!?) de Burt Kennedy : Boone
- 1993 : Bonanza: The Return (en) de Jerry Jameson : Buckshot
- 1995 : Bonanza: Under Attack (en) de Mark Tinker : Buckshot

#### Séries télévisées
- 1952 : The Files of Jeffrey Jones, saison unique, épisode 11 "The Bouncing Bullet"
- 1953 : Schlitz Playhouse of Stars (Anthologie), saison 2, épisode 47 "Knave of Hearts" : Lee Dineen
- 1953 : Four Star Playhouse (Anthologie), saison 2, épisode 9 "The Hard Way" : Vic
- 1954 : Mr. & Mrs. North de John W. Loveton, saison 2, épisode 4 "Loon Lake" : Matt Weber
- 1954 : Schlitz Playhouse of Stars (Anthologie), saison 3, épisode 26 "Night Ride to Butte" : Halleck
- 1954 : Histoires du siècle dernier (Stories of the Century), saison 1, épisode 23 "Black Jack Ketchum" : Black Jack Ketchum
- 1954 : Waterfront, saison 1, épisode 1 "The Skipper's Day" : Britt
- 1954 : The Lone Ranger de George W. Trendle, saison 4, épisode 7 "La piste du brigand" (Outlaw's Trail) : Reno Lawrence
- 1955 : Rintintin (The Adventures of Rin Tin Tin) de Lee Duncan, saison 1, épisode 23 "Coureurs de récompenses" (Rin Tin Tin and the Bounty Hunters) : Shields
- 1955 : The Lone Ranger de George W. Trendle, saison 4, épisode 50 "La femme du shérif" (The Sheriff's Wife) : Jack Miles
- 1955 : Frontier de Morton S. Fine et David Friedkin, saison unique, épisode 9 "Cattle Drive to Casper" : Ness Fowler
- 1955 : Frontier de Morton S. Fine et David Friedkin, saison unique, épisode 11 "Ferdinand Meyer's Army" : le père Matias
- 1955 : Le Choix de... (Screen Directors Playhouse) (Anthologie), saison unique, épisode 12 "Le Partenaire muet" (The Silent Partner) : Shanks
- 1957 : Dick Powell's Zane Grey Theatre (en) de Luke Short et Charles A. Wallace, saison 1, épisode 19 "Dangerous Orders" :Hock Ellis
- 1957 : Tales of Wells Fargo de Frank Gruber et Gene Reynolds, saison 1, épisode 11 "The Hijackers" : Chris
- 1957 : The Restless Gun de David Dortort, saison 1, épisode 2 "Trail to Sunset" : Link Jerrod
- 1957 : La Grande Caravane (Wagon Train) de Howard Christie et Richard Lewis, saison 1, épisode 3 "L'histoire de John Cameron" (The John Cameron Story) : Charlie Otis
- 1958 : Zorro de Johnston McCulley, saison 1, épisode 14 "L'Ombre d'un doute" (Shadow of Doubt) : Gomez (non-crédité au générique)
- 1958 : Richard Diamond (Richard Diamond, Private Detective) de Blake Edwards, saison 2, épisode 2 "The Dark Horse" : Danny Boy
- 1958 : Zorro de Johnston McCulley, saison 1, épisode 15 "Garcia est accusé" (Garcia Stands Accused) : Gomez (non-crédité au générique)
- 1958 : Zorro de Johnston McCulley, saison 1, épisode 16 "Esclaves de l'aigle noir" (Garcia Stands Accused) : Gomez (non-crédité au générique)
- 1958 : The Restless Gun de David Dortort, saison 1, épisode 21 "Hornitas Town " : Tony Molinor
- 1958 : Jane Wyman Presents The Fireside Theatre, saison 3, épisode 18 "Tunnel Eight" : Quirt Avery
- 1958 : M Squad, saison 1, épisode 27 "Hideout" : Luke Morgan
- 1961 : La Quatrième Dimension (série télévisée) : Saison 2 épisode Épisode 28 : Y a-t-il un Martien dans la salle ? :Avery, le vieil homme fou
- 1967 : Les Mystères de l'Ouest (The Wild Wild West), Saison 3, épisode 8 La Nuit du Trésor des Aztèques (The Night of Montezuma's Hordes), de Irving J. Moore : Zack Slade
- 1970 : Le Virginien saison 8 épisode 23  (Rich man, poor man) : Harve Yost